# HTRK
HTRK, anciennement Hate Rock Trio, est un groupe de rock indépendant australien, originaire de Melbourne, Victoria. Il est formé en 2003.

## Biographie
Originaire de Melbourne, en Australie, et basé à Londres depuis 2007, HTRK (prononcé HateRock) est formé en novembre 2003 lorsque deux anciens membres du groupe Portraits of Hugo Perez, le guitariste Nigel Yang et le bassiste Sean Stewart, décident de monter un nouveau projet musical inspiré par l'imagerie lynchéenne, la musique protopunk et certains concepts issus de la musique post-industrielle. Ils citent le label de musique électronique Mego, The Birthday Party, le krautrock, David Lynch et Suicide comme influences principales. La chanteuse Jonnine Standish les rejoindra plus tard, sa présence renforçant encore un peu les sonorités hantées du groupe. Usant d'une lente et profonde boîte à rythme 808, de ligne de basse minimalistes et d'une guitare aux sonorités bruitistes riches et variées, leur approche se distingue complètement du statu quo « rock and roll » actuellement présent en Australie.
En 2004, HTRK sort son premier EP, Nostalgia, d'abord conçu comme une démo, puis auto-produit à 500 exemplaires. Leurs concerts attirent rapidement l'attention de l’icône underground Rowland S. Howard et du producteur australien Lindsay Gravina, qui les invitent par la suite à enregistrer leur premier album aux Birdland Studios. Intitulé Marry Me Tonight et accentuant le côté « pop » du groupe, l'album est resté pendant plusieurs années dans les tiroirs en raison d'un conflit sur les droits. En août 2005, le groupe ouvre pour Rowland Howard à Melbourne à l'occasion de la première du film Kill Your Idols réalisé par Scott Crary.
En 2006, quelques mois après l'enregistrement de Marry Me Tonight, le trio déménagent à Berlin, tournent avec leurs compatriotes de Devastations, puis jouent leur premier concert au Royaume-Uni au club 20jazzfunkgreats de Brighton. Après avoir assisté à ce concert, le label britannique Fire Records les signe et donne à l'EP Nostalgia une plus large distribution à l'international. En 2007, le groupe réalise une tournée européenne de 27 jours en première partie de Liars et donne une performance à l'Optimo à Glasgow. En 2008, Paul Smith devient leur manager et organise plusieurs concerts à Londres en compagnie de Lydia Lunch et d'Alan Vega du groupe Suicide. Sean Stewart et Jonnine Standish passe une partie de l'année à Melbourne pour enregistrer le dernier album de Rowland Howard avant sa mort, Pop Crimes. L'album inclut un duo interprété par Howard et Standish sur le morceau (I Know) a Girl Called Jonny.
Marry Me Tonight sort enfin en 2009 sur le label indépendant de Paul Smith, Blast First Petite, et reçoit des critiques favorables de la part de la presse britannique. Le magazine NME leur donne un 8 sur 10, ils apparaissent dans la liste de fin d'année du magazine Artrocker et sont joués régulièrement dans les bureaux du magazine The Wire. Cette année-là, HTRK est invité par Yeah Yeah Yeahs, The Horrors et Fuck Buttons pour les accompagner sur diverses tournées européennes. Leur gain en popularité les ont conduits à un concert en tête d'affiche au Cargo à London en janvier 2010, ceci coïncidant avec la sortie du premier opus d'une série de mixtapes gratuites et leurs apparitions dans les magazines américains Alternative Press et Nylon.
Le 18 mars 2010, Sean Stewart est retrouvé mort dans sa maison à Londres. Malgré cette tragédie, Standish et Yang souhaite poursuivre avec le groupe. Ils reviennent le 29 novembre 2010 pour un concert à l'ICA de Londres. Depuis, deux albums sont sortis sur le label Ghostly International, Work (Work, Work), le 12 septembre 2011 et Psychic 9-5 Club, le 1er avril 2014.

## Membres
- Nigel Yang - guitare, programmation, séquenceur, synthétiseur.
- Jonnine Standish - chant, percussions, échantillonneur.
- Sean Stewart (décédé le 18 mars 2010) - basse, programmation.

## Discographie

### Albums studio
- 2009 : Marry Me Tonight (Blast First Petite) ;
- 2011 : Work (Work, Work) (Ghostly International) ;
- 2014 : Psychic 9-5 Club (Ghostly International) ;
- 2019 : Venus in Leo (Ghostly International) ;
- 2021 : Rhinestones (Heavy Machinery)[7].

### EP
- 2006 : Keep Mother - Volume 6 10" split avec Duke Garwood (Fire Records) ;
- 2007 : Nostalgia CD/12" (auto-produit, 2004; réédition Fire Records) ;
- 2011 : Live at Corsica Studios London 2008 digital (auto-produit) ;
- 2012 : HTRK / Tropic Of Cancer - Part Time Punks Radio Sessions 12" ;
- 2014 : Psychic Lilac CD (auto-produit) ;
- 2014 : Body Lotion 12" (Sleeperhold Publications).

### Singles
- 2008 : HA/Panties (Live) 12" (Blast First Petite, 2008) ;
- 2009 : Disco/Suitcase (Blast First Petite, 2009) ;
- 2011 : Eat Yr Heart/Sweetheart 10" (Ghostly International, 2011) ;
- 2013 : Poison (Mika Vainio Remix) 10" (Ghostly International, 2013).

## Entretiens
- (en) Interview with Nigel Yang at betaarti, 16 janvier 2011